# Leonardo Pandolfo
Leonardo Pandolfo (Palermo, 18 settembre 1929 – 17 maggio 2006) è stato un medico e politico italiano.

## Biografia
Nato da Andrea e Girolama Ciaccio, figlio d'arte, in quanto il padre era anch'egli medico.
Laureato in medicina, vincitore del concorso a cattedra bandito dall'Università di Bologna nel 1964, direttore dell'Istituto di Biochimica dell'Università di Messina, poi di Palermo. Autore di numerose pubblicazioni su riviste nazionali ed estere, è stato insignito del premio Elio Vittorini per la ricerca scientifica.
Deputato al Parlamento nazionale della VI legislatura (PSDI), al Parlamento regionale siciliano nella XI legislatura (PLI); assessore regionale ai Beni Culturali Ambientali e Pubblica Istruzione nel 1995 - 1996.
Sindaco di Cinisi dal 1966 al 1971.